# 石田退三
石田退三（日语：石田 退三/いしだ たいぞう，1888年11月16日—1979年9月18日），日本商人，被誉为丰田“中兴之祖”。

## 生平
1888年，出生。
1907年，毕业于滋贺县立第一中学校。
1915年，进入丰田纺织，担任公司驻上海代表。
1927年，归国。
1941年，任丰田纺织常务理事。
1948年，任丰田纺织社长。
1950年，任丰田汽车社长。
1961年，退休。
1979年，逝世。

## 作品
- 《商魂八十年》（1973年）